# Haute atmosphère

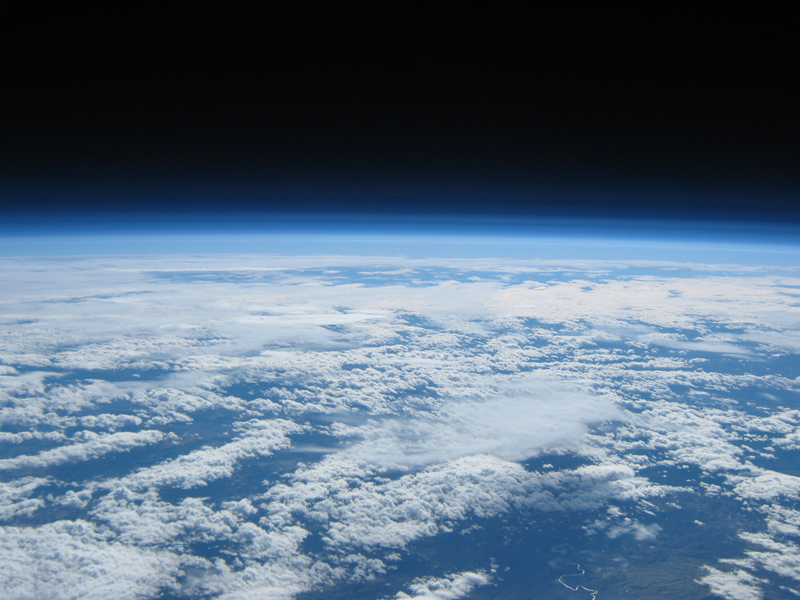
Vue de la terre à environ 30 km d'altitude.

La haute atmosphère ou proche espace, est la région de l'atmosphère terrestre entre 20 et 100 kilomètres d'altitude, au-dessus du niveau de la mer. Elle comprend la stratosphère, la mésosphère et la partie inférieure de la thermosphère,. Elle va grosso modo de la limite Armstrong, au-delà de laquelle un humain ne peut survivre sans une combinaison pressurisée, et la ligne de Kármán où la mécanique spatiale prend la place de l'aérodynamique. C'est donc la couche au-dessus des avions commerciaux et sous celle des satellites artificiels.

## Historique
Les premiers vols de ballons météorologiques pour connaître les variables de vent, température, pression et humidité tant au sol qu’en altitude ouvrirent la voie à la haute altitude. Le 17 septembre 1892, Gustave Hermite, un inventeur français, lâche son premier ballon-sonde fait en papier enduit de pétrole. Il mesurait quatre mètres de diamètre et transportait un baromètre à mercure de 1,2 kg qu'il récupéra après la descente.
Son idée se répand d’abord lentement mais des chercheurs, comme Léon Teisserenc de Bort et Richard Aßmann, découvriront grâce à ce système la tropopause, la stratosphère et les autres couches de l’atmosphère. Après quelques essais à partir de 1927, Pierre Idrac et Robert Bureau associent aux capteurs un petit émetteur radio à lampe qui retransmet au sol en temps réel les valeurs mesurées. Le premier vol d’un ballon-sonde retransmettant par radio la mesure de la température est effectué le 17 janvier 1929 à Trappes,. La récupération des données n’est plus tributaire d’une aléatoire récupération de l’épave du ballon, c’est la naissance du radiosondage moderne.
D'autres pionniers monteront en ballons aux mêmes altitudes, d'abord sans combinaisons spatiales et avec des moyens rudimentaires. En 1934, lors d'un vol en ballon effectué en compagnie de sa femme, Jean Piccard atteint l'altitude de 17 500 m. C'est le premier vol effectué aux États-Unis dans le but d'étudier le rayonnement cosmique. Ces ballons, et leurs successeurs sans équipage, plafonnent vers 40 km et sont remplacés par les fusées-sondes à la fin des années 1940.

## Utilisation
La couche intéresse les militaires, les chercheurs et les entreprises commerciales tant pour sa composition que pour les télécommunications, la surveillance des sols et même le tourisme. De nos jours, s'y retrouvent des ballons stratosphériques, des dirigeables à enveloppe souple, des combinaisons ballons stratosphériques/fusées de sondage et des avions-espions comme le Lockheed U-2. Il existe aussi plusieurs projets de vols sub-orbitaux commerciaux.